# 弗兰 (孚日省)
弗兰（法語：Frain，法語發音：[fʁɛ̃] ⓘ）是法国大東部大區孚日省的一个市镇，属于讷沙托区。

## 地理
弗兰（48°5'10"N, 5°52'49"E）面积7.54 平方千米，位于法国大東部大區孚日省，该省份为法国东北部内陆省份，北起默兹省和默尔特-摩泽尔省，西接上马恩省，南至上索恩省和贝尔福地区省，东临上莱茵省和下莱茵省。
与弗兰接壤的市镇（或旧市镇、城区）包括：马蒂尼莱班、莫里泽库尔、瑟罗库尔、蒂涅库尔。

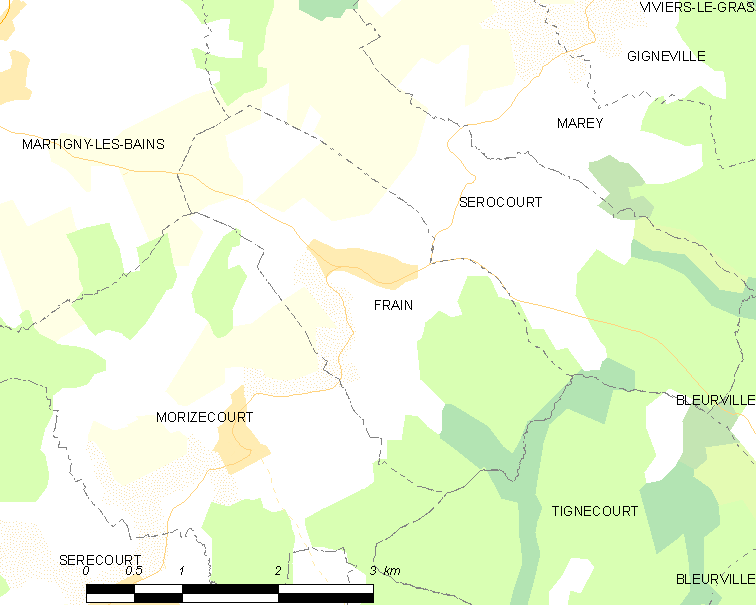
的OSM定位图

弗兰的时区为UTC+01:00、UTC+02:00（夏令时）。

## 行政
弗兰的邮政编码为88320，INSEE市镇编码为88180。

## 政治
弗兰所属的省级选区为达尔内县。

## 人口

1962-2008年间人口变化图示

弗兰于2022年1月1日时的人口数量为125人。